# Курманаевка
Курмана́евка — город в Курманаевском районе Оренбургской области России. Административный центр района и Курманаевской рады.

## Этимология
Поселение основано чувашами, которые переселились сюда с территории современной Самарской области, организатором переселения был Иван Павлов, который имел чувашское имя Курманай.

## География
Город находится на левом берегу реки Бузулук в 23 км к юго-западу от города Бузулук и в 225 км к северо-западу от Оренбурга (260 км по автодорогам). Рядом с селом находятся озёра Зимнее и Чёрное.
На западной окраине города проходят автомобильная дорога Бузулук — Уральск и ветка Пугачёв — Бузулук Южно-Уральской железной дороги (имеется разъезд Курманаевка — код 810936).

## История
В течение длительного времени в 18 веке степи южнее реки Самары принято было считать непригодными для земледелия. Если свериться по карте Самарских крепостей 1771 года, то о местности в районе современной Курманаевки карта дает следующее описание: «Меж рек Самара и Яика одна только степь сущая, к человеческому извороту неспособная». Считалось что степь эта непригодна для регулярного ведения сельского хозяйства.
Деревня Курманаево, предшественник нынешнего села Курманаевка, возникла в этих степях в 1774 году. Деревня была основана переселенцами из Самарской губернии. Родоначальником деревни был Иван Павлов, имевший второе чувашское имя Курманай. Это имя и легло в основу названия селения.
Есть сведения о том, что земли Ефимовской волости Бузулукского уезда Самарской губернии, на которых была расположена Курманаевка, заселялись также переселенцами из Тамбовской губернии.
По информации сайта «Оренбургская область», в 1867 году в селе было 1632 жителя, из них русских — 766, мордвы — 668, чувашей — 194, татар — 14.
Значимым событием для местных жителей была встреча с будущим царем Николаем II, который в 1881 году проезжал по проходящему близ Курманаевки тракту, соединявшему Бузулук с Уральском, и останавливался в селе Гаршино.

## Население
| 1959 | 1970  | 1979  | 1989  | 2002  | 2010  | 2021  |
| ---- | ----- | ----- | ----- | ----- | ----- | ----- |
| 1629 | ↗2319 | ↗3652 | ↗4584 | ↘4577 | ↘4313 | ↘4122 |

## Инфраструктура
В селе имеются почтовое отделение и библиотека.

## В литературе
О повседневной жизни крестьян писал уроженец соседнего с Курманаевкой села Васильевка С. Т. Данилин. По сведениям автора, во второй половине 19 века села Бузулукского уезда были столь зажиточны, что крестьяне нанимали жнецов из других областей:

…

"Свои жнецы не успевали все сжинать

И ежегодно приходилось посторонних нанимать,-

Симбирские, Саратовские хлеб к нам приходили жать

И мне с отцом случалось им продукты доставлять.

За десятину по 15-ти и 25-ти рублей платили,

Да кроме платы их еще кормили.

— С. Данилин «Сказ Степана Данилина»/  М., Тровант, 2012., с.24.